# Chacarera
La Chacarera és una dansa i música populars originaris del nord-oest de l'Argentina del segle xix, i molt popular a l'Argentina i Bolívia.
La Chacarera s'executa generalment amb guitarra, violí, acordió i bombo legüero, encara que fins i tot es pot executar amb instruments musicals típics de zones rurals del nord-oest com el charango o la quena, a més a més d'instruments orquestrals com el piano.
Hi ha alguns que sostenen que és una dansa bi-rítmica, amb una melodia en 6/8 i un basament en 3/4 —el músic i mestre Juan Falú sosté aquesta teoria, mentre que altres donen suport a la teoria que és una dansa unirrítmica, en 3/4 —els músics i mestres Adolfo Ábalos i Hilda Herrera donen suport a aquesta teoria. Aquest particular joc rítmic de la chacarera és compartit per altres danses folklòriques argentines, com ara el gato, el palito, etc.
Es balla per parelles que dansen lliurement, però formant grups.

## Origen
Mentre que l'origen exacte segueix estant desconegut, aproximadament el 1850 la gent va començar a ballar chacarera en el nord-oest de l'Argentina, especialment a la província de Santiago del Estero. El seu nom ho deu de la palaula "chacra" (granja), on va ser ballat generalment en àrees rurals, però a poc a poc va anar arribant a les ciutats.
A principis del segle xx, la Chacarera va arribar a Buenos Aires, però encara que la recepció d'aquesta forma tradicional de música va estar important, no podia competir amb la popularitat del tango.
durant els anys 60, la Chacarera va augmentar la seva importància, amb el ressorgiment general del folklore argentí, en les veus de Los Chalchaleros, Los Tucu Tucu, i especialment amb la família Carabajal, que té moltes generacions de musics i cantants de Chacarera, començant per Carlos Carabajal, anomenat "pare de la Chacarera", i després amb "Los Carabajal", de Peteco Carabajal (fill de Carlos), de Roxana Carabajal, i de moltes altres.
La Chacarera encara es toca i es balla en Argentina, especialment à Catamarca, Salta, Tucumán, Santiago del Estero, i Jujuy, hi pot també ser trobada en el sud de Bolívia —té una coreografia diferent, perquè es combinen els "girs" i "zapateados" de forma diferent que la versió argentina, de la mateixa manera passa amb el gato bolivià.

## Dansa
És una dansa ràpida de triple metro per parelles.